# Her Majesty’s Stationery Office
Das 1786 eingerichtete His Majesty’s Stationery Office, abgekürzt HMSO, war bis 2005 ein britischer Staatsverlag und mitverantwortlich für das Crown copyright, also das Urheberrecht für Veröffentlichungen des britischen Staates. Letztere Aufgabe wird heute unter der Bezeichnung Office of Public Sector Information (OPSI) wahrgenommen.

## Geschichte
Das HMSO wurde am 5. April 1786 während der Herrschaft von König Georg III. als His Majesty’s Stationery Office gegründet. Aufgabe dieses Amtes war zunächst lediglich, wie auch aus dem Namen abzuleiten ist, die Beschaffung von Papier, Tinte und sonstigen Schreibmaterialien für das britische Schatzamt. Das HMSO war dabei ab 1806 daran gebunden, die Waren in öffentlicher Ausschreibung zum bestmöglichen Preis zu erwerben. Dies beendete die Praxis, Waren von bestimmten, speziell dafür legitimierten Händlern zu deutlich überhöhten Preisen zu kaufen. 1822 wurde die Rolle des Amts erweitert, indem auch alle übrigen Dienststellen der britischen Regierung verpflichtet wurden, Papier und Schreibmaterial über das HMSO zu beziehen.
In den folgenden Jahren übernahm das HMSO auch Verlagsaufgaben, wie etwa die Verantwortung über den Druck von Verfassungsdokumenten. 1882 übernahm das HMSO die Rolle des offiziellen Verlegers für Texte der beiden Kammern des britischen Parlaments, des House of Commons und des House of Lords. Diese Funktion wurde 1889 nochmals festgeschrieben, als Königin Viktoria dem inzwischen entsprechend dem Geschlecht des Monarchen Her Majesty’s Stationery Office genannten Amt die Konzession zum Druck aller im Parlament verabschiedeten Beschlüsse und Gesetze verlieh. Gleichzeitig erhielt das HMSO damit auch Verantwortung über das Crown copyright, das Urheberrecht für Veröffentlichungen des britischen Staates.
Ebenfalls 1889 wurde das HMSO Herausgeber des Amtsblatts der britischen Regierung für England, der London Gazette.

## Teilprivatisierung und Neuorganisation
Nachdem das HMSO bereits seit 1. April 1980 innerhalb seiner Rolle als staatliches Amt unter privatwirtschaftlichen Grundsätzen zu arbeiten hatte, wurden 1996 zahlreiche Aufgaben des HMSO privatisiert. Sowohl die Handelstätigkeiten als auch die Mehrzahl der Verleger-Funktionen wurden in The Stationery Office (TSO), ein 1995 gegründetes Privatunternehmen, überführt.
Beim HMSO verblieben die Verantwortung für das Crown copyright sowie gesetzlich festgelegte Aufsichts- und Beratungsaufgaben im Zusammenhang mit der Veröffentlichung von Amts-, Gesetzes- und Parlamentstexten. Am 16. Mai 2005 wurde das HMSO in die neu geschaffene Behörde Office of Public Sector Information (OPSI) integriert, die die Nutzung und Veröffentlichung von Informationen aus dem Staatssektor koordiniert.